# Hochwangkette
Die Hochwangkette ist eine Gebirgskette in den Plessur-Alpen im schweizerischen Kanton Graubünden.

## Ausdehnung und Gipfel
Die Kette erstreckt sich östlich des Rheintals von Chur im Westen bis zum Durannapass im Osten.
Die höchste Erhebung der aus Schiefer bestehenden Berggruppe ist der namensgebende Hochwang mit 2533 m ü. M. Weitere Gipfel sind der Montalin (2266 m), Ful Berg (2391 m), Tüfelsch Chopf (2480 m), Ratoser Stein (2474 m), Cunggel (2413 m), Glattwang (2376 m), Mattjischhorn (2461 m) und Chistenstein (2473 m).

## Begrenzung
Landquart – Prättigau bis Conters – Durannapass – Fondei – Schanfigg – Churer Rheintal – Landquart.

## Übersicht
Die Hochwangkette trennt das Schanfigg mit dem Fondei vom Prättigau. Der Grat verläuft von Westen (Chur) nach Osten (Durannapass) mit einigen Richtungsänderungen, aber mit nur geringen Höhenunterschieden. Kaum eine Kulmination liegt mehr als 200 m über der benachbarten Depression. Ein Umstand, der Gratwanderungen sehr begünstigt. Auf beiden Seiten des Grates liegt ausgedehntes Alpgelände. Auf der Schanfigger Seite wird es einzig gegliedert durch den Südgrat des Mattjischhorn, der über die Blackter Flue nach Langwies verläuft. Gegen Norden zweigen drei markante Ketten ab. Die westlichste vom Ful Berg zur Prättigauer Chlus, mit schroffen Flanken gegen das Rheintal. Die zweite vom Hochwang zum Furner-Berg. Die dritte von der Arflinafurgga über den Glattwang nach Jenaz.
Den Bergwanderern bieten sich zahlreiche Möglichkeiten für Besteigungen und Touren oder beliebige Wanderungen von Alp zu Alp. Schwierige dem Alpinisten vorbehaltene Routen gibt es in diesem Gebiet kaum. Das Gebiet östlich des Hochwang eignet sich für den (Touren-)Skisport; die Zahl der Beförderungsanlagen (die nur im Winter in Betrieb sind) hält sich in Grenzen. An Südhang entlang führt auch der von Schanfigg Tourismus geschaffene Schanfigger Höhenweg.

## Ausgangspunkte
Alle Gipfel lassen sich bequem von den beiderseitigen Tälern erreichen. Leichter von den Dörfern des Schanfigg, welche mehrere hundert Meter höher und mehrere Kilometer näher dem Grat liegen als die Dörfer des Prättigau. Aus beiden Tälern führen verschiedene, angenehm zu begehende Wald- und Alpstrassen bis etwa 1900 m.

## Karten
- Landeskarte der Schweiz 1:25.000, Blatt 1176 Schiers, Blatt 1177 Serneus, Blatt 1196 Arosa, Blatt 1197 Davos.
- Landeskarte der Schweiz 1:50.000, Blatt 248 Prättigau.